# Царевщино
Царе́вщино — село в Мокшанском районе Пензенской области России. Административный центр Царевщинского сельсовета.

## География
Село находится в северной части Пензенской области, в пределах Сурско-Мокшанской возвышенности, в лесостепной зоне, на берегах реки Рысевка, при автодороге Р158, на расстоянии примерно 19 км (по прямой) к северо-востоку от рабочего посёлка Мокшан, административного центра района. Абсолютная высота — 174 м над уровнем моря.

### Климат
Климат характеризуется как умеренно континентальный, с холодной продолжительной зимой и тёплым летом. Среднегодовая температура воздуха — 4,6 °C. Средняя температура воздуха самого тёплого месяца (июля) — 19 °C; самого холодного (января) — −13 °C. Безморозный период длится 150 дней. Продолжительность вегетационного периода — в среднем 144 дня. Среднегодовое количество атмосферных осадков варьируется от 480 до 500 мм, из которых большая часть выпадает в тёплый период. Снежный покров устанавливается в конце ноября и держится в течение 141 дня.

### Часовой пояс
Село Царевщино, как и вся Пензенская область, находится в часовой зоне МСК (московское время). Смещение применяемого времени относительно UTC составляет +3:00.

## Население
| 1747  | 1782  | 1864  | 1877  | 1897  | 1910  | 1920  |
| ----- | ----- | ----- | ----- | ----- | ----- | ----- |
| 2066  | ↘1731 | ↘1670 | ↗1711 | ↗1773 | ↗1786 | ↗1981 |
| 1926  | 1930  | 1939  | 1959  | 1970  | 1979  | 1989  |
| ↘1761 | ↗2526 | ↘1241 | ↘1019 | ↘865  | ↘723  | ↘602  |
| 1996  | 2002  | 2010  |       |       |       |       |
| ↘591  | ↘506  | ↗551  |       |       |       |       |

### Национальный состав
Согласно результатам переписи 2002 года, в национальной структуре населения русские составляли 92 % из 506 чел.